# Генрих Орлеанский (1933—2019)
Принц Генрих Орлеанский, граф Парижский, герцог Франции (Анри Филипп Пьер Мари Орлеанский (фр. Henri Philippe Pierre Marie d’Orléans, comte de Paris); 14 июня 1933 — 21 января 2019) — орлеанистский претендент на трон Франции под именем Генриха VII (с 19 июня 1999 года по 21 января 2019 года), бывший военный, писатель, художник.
Потомок короля Франции Луи-Филиппа I, правившего в 1830—1848 годах, глава Орлеанского королевского дома из Бурбонской династии в 1999—2019 годах. Признавался законным претендентом на французский престол французскими роялистами из фракции «орлеанистов» и «юнионистов».

## Биография
Старший сын принца Генриха Орлеанского (1908—1999), графа Парижского, и принцессы Изабеллы Орлеан-Браганса (1911—2003).
Родился в Волюве-Сен-Пьере в Бельгии. В 1886 году во Франции был принят закон, запрещающий наследникам ранее правивших французских династий находиться на территории республики. В 1950 году этот закон был отменен, но Анри Орлеанский получил разрешение на въезд во Францию еще в 1948 году по специальному разрешению президента Франции Венсана Ориоля.
25 августа 1940 года скончался дед Генриха — 65-летний Жан Орлеанский, герцог де Гиз. Его отец Генрих Орлеанский был признан большинством французских роялистов в качестве главы французского королевского дома, а Анри стал дофином (наследником престола).
Учился в Институте политических исследований в (Париже), затем служил в армии. Участвовал в Алжирской войне (1954—1962).
30 июня 1957 года получил от отца титул графа де Клермона.
Умер 21 января 2019 года.

## Награды
- Орден Почётного легиона (2009)
- Крест Воинской доблести (1959)
- Крест Комбатанта
- Колониальная Медаль
- Орден Князя Даниила I (2005)

## Браки и дети
5 июля 1957 года в часовне Святого Людовика в городе Дре Генрих Орлеанский женился на герцогине Марии Терезе Вюртембергской (род. 12 ноября 1934), четвёртой дочери герцога Филиппа Альбрехта Вюртембергского (1893—1975) и эрцгерцогини Розы Австрийской (1906—1983). Супруги имели пятерых детей:
- Принцесса Мари Орлеанская[англ.] (род. 3 января 1959, Булонь-Бийанкур), жена с 1989 года князя Гундакара Лихтенштейнского (род. 1 апреля 1949)
  - Принцесса Леопольдина Элеонора Мария Тереза Лихтенштейнская (род. 27 июня 1990)
  - Принцесса Мария Иммакулата Элизабет Роуз Аделгунда Лихтенштейнская (род. 15 декабря 1991)
  - Принц Иоганн Венцель Карл Эммеран Бонифациус Мария Лихтенштейнский (род. 17 марта 1993)
  - Принцесса Маргарита Франциска Дариа Вильгельмина Мария Лихтенштейнская (род. 10 января 1995)
  - Принц Габриэль Карл Бонавентура Альфред Валериан Мария Лихтенштейнская (род. 6 мая 1998)
- Принц Франсуа Орлеанский (7 февраля 1961, Булонь-Бийанкур — 30 декабря 2017), граф де Клермон
- Принцесса Бланш Элизабет Роуз Мари Орлеанская (род. 10 сентября 1963, Равенсбург), мадемуазель де Валуа
- Принц Жан Орлеанский (род. 19 мая 1965, Булонь-Бийанкур), герцог Вандом и дофин Вьенский. Женат с 19 марта 2009 года на Филомене де Торнос и Штейнхарт (род. 19 июня 1977). Религиозная церемония состоялась в Соборе Санлиса 2 мая 2009 года. Супруги имеют шестерых детей:
  - Принц Гастон Луи Антуан Мари Орлеанский (род. 19 ноября 2009)
  - Принцесса Антуанетта Леопольдина Жанна Мария Орлеанская (род. 28 января 2012)
  - Принцесса Луиза-Маргарита Элеонора Мария Орлеанская (род. 30 июля 2014)
  - Принц Жозеф Габриэль Давид Мари Орлеанский (род. 2 июня 2016 года, Дрё).
  - Принцесса Гиацинта Елизавета Шарлотта Мария Орлеанская (род. 9 октября 2018 года).
  - Принц Альфонс Шарль Франсуа Мари Орлеанский (род. 31 декабря 2023 года)
- Принц Эд Орлеанский (18 марта 1968, Париж), герцог Ангулемский. Женат с 19 июня 1999 года на Мари-Лизе Клод Анн Роланде де Роган-Шабо (род. 29 июня 1969). Церковная церемония произошла 10 июля 1999 года в Антрене. Супруги имеют двоих детей:
  - Принцесса Тереза Изабель Мария Элеонора Орлеанская (род. 23 апреля 2001)
  - Принц Пьер Жан Мари Орлеанский (род. 6 августа 2003)

Брак был несчастлив. В 1984 году Генрих и Мария-Тереза получили гражданский развод. Но римско-католическая церковь отказалась признать брак недействительным.
31 октября того же года в Бордо Генрих вторично женился на испанской дворянке Микаэле Анне Марии Коусиньо и Киньонес де Леон (30 апреля 1938 — 13 марта 2022), дочери Луиса Коусиньо и Себире и доньи Антонии Марии Киньонес де Леон и Баньюэлос, 4-й маркизы де Сан-Карлос. Этот гражданский брак не был признан рядом французских роялистов. Отец Генриха был рассержен, он лишил сына титула графа де Клермона, а взамен дал ему менее важный титул графа де Мортена.
Позднее напряженность между отцом и сыном ослабла, отец восстановил Генриха как его наследника и предоставил его второй жене Микаэле титул «принцессы де Жуанвиль». Отношения между Генрихом и его бывшей женой также улучшились и стали теплыми.
Хотя Генрих Орлеанский после смерти в 1999 году своего отца принял титул графа Парижского, его вторая жена Микаэла оставалась принцессой де Жуанвиль при жизни его матери, которая осталась графиней Парижской. После смерти в 2003 году Изабеллы Орлеан-Браганса Микаэла приняла титул графини Парижской.
В 2009 году Генрих, граф Парижский, и его бывшая жена смогли добиться от Ватикана аннулирования своего церковного брака, не затронув статус и легитимность своих детей. В сентябре 2009 года граф Генрих Парижский женился по римско-католическом обряду на своей второй жене Микаэле.

## Общественная жизнь
В попытке установить свои законные права как глава Королевского дома Франции Генрих Орлеанский вёл безуспешный судебный процесс (1987—1989) против своего соперника Луи-Альфонса, герцога Анжуйского, за право пользования королевским гербом. Французский суд признал, что не обладает юрисдикцией для рассмотрения этого дела, и отклонил иск.
Генрих Орлеанский создал Институт Французского Королевского Дома (Institut de la maison royale de France), а после смерти отца стал главой Фонда Святого Людовика (Le Saint-Louis) и стал его почетным президентом.
В 2004 года он безуспешно участвовал в выборах в Европейский Парламент. В начале октября 2005 года Генрих Орлеанский в интервью еженедельнику «Point de Vue» опроверг информацию о том, что он якобы планировал принять участие в 2007 году в выборах президента Франции. Как он объяснил, это было просто журналистское недоразумение.

## Право на наследство
19 июня 1999 года после смерти своего отца Генриха Орлеанского, графа Парижского, Генрих стал новым главой французского королевского дома (по мнению его сторонников). Он стал именоваться «Графом Парижским и Герцогом Французским». Он утверждал, что принял титул герцога Франции как наследник Гуго Капета и его потомков, королей Франции. Его вторая супруга Микаэла после смерти в июле 2003 года Изабеллы Орлеан-Браганса, матери Генриха, стала известна как герцогиня Французская.
После смерти своего отца Генрих отменил его решение о лишении наследства его младших братьев Мишеля, графа д’Эвре, и Тибо, графа де ла Марш. Мишель Орлеанский женился на знатной женщине, не имеющей королевской крови, а Тибо Орлеанский вступил в брак с простолюдинкой. Генрих также даровал титулы своему младшему брату и племянникам. Его младший брат Жак (род. 1941) получил титул герцога Орлеанского, Шарль-Луи (род. 1972) стал герцогом Шартрским, а Фульк (род. 1974) — герцогом Омальским и графом д’Э.
Генрих Орлеанский, граф Парижский, объявил дофином с присвоением титула графа Клермонского своего старшего сына Франсуа, больного токсоплазмозом, при регентстве среднего сына Жана, герцога Вандомского. В 2006 году Франсуа официально отказался от титула дофина, и Генрих назначил дофином герцога Вандомского.

## Произведения
Принц Генрих Орлеанский является автором ряда книг:
- À mes fils (1989) ISBN 978-2-226-03907-1
- Adresse au futur chef d'état (1994) ISBN 978-2-207-24291-9
- Désolé, Altesse, c’est mon jour de sortie (1994) ISBN 2-84098-023-1
- La France survivra-t-elle l’an 2000 (1997) ISBN 978-2-84191-052-6
- Le passeur de miroir (2000) ISBN 2-84592-008-3
- La France à bout de bras (2002) ISBN 2-84049-323-3
- L’histoire en héritage (2003) ISBN 978-2-84734-133-1

## Деятельность
Генрих Орлеанский также являлся художником и запустил собственную марку духов. Кроме того, в 2004 году он участвовал в выборах депутатов в Европейский парламент, но не был избран.
В 2011 году он присутствовал на церемонии бракосочетания принца Монако Альбера II и Шарлен Линетт Уиттсток.
Последние годы жизни Генрих Орлеанский проживал в Париже, а лето проводил, как правило, в своём поместье на Балеарских островах.

## Титулы и обращения
- 14 июня 1933 — 25 августа 1940 — Его Королевское Высочество принц Генрих Орлеанский, сын Франции
- 25 августа 1940 — 30 июня 1957 — Его Королевское Высочество дофин Франции
- 30 июня 1957 — 31 октября 1984 — Его Королевское Высочество дофин Франции, граф де Клермон
- 31 октября 1984 — 31 октября 1990 — Его Королевское Высочество граф де Мортен, дофин Франции
- 31 октября 1990 — 19 июня 1999 — Его Королевское Высочество дофин Франции, граф де Клермон
- 19 июня 1999 — 21 января 2019 — Монсеньор граф Парижский, герцог Французский

## Прямые предки по мужской линии
- Роберт II, граф Вормсгау и Хаспенгау (770—807)
- Роберт III, граф Вормсгау и Хаспенгау (808—834)
- Роберт IV Сильный (ок. 820—866)
- Роберт I Французский (ок. 865—923)
- Гуго Великий (ок. 897—956)
- Гуго Капет (ок. 940—996)
- Роберт II Благочестивый (972—1031)
- Генрих I (1008—1060)
- Филипп I (1053—1108)
- Людовик VI Толстый (1081—1137)
- Людовик VII Молодой (1120—1180)
- Филипп II Август (1165—1223)
- Людовик VIII (1187—1226)
- Людовик IX (1214—1270)
- Роберт де Клермон (1256—1317)
- Людовик I де Бурбон (ок. 1280—1342)
- Жак I де Бурбон (1315—1362)
- Жан I де Бурбон (1344—1393)
- Людовик I де Бурбон-Вандом (ок. 1376—1446)
- Жан II де Бурбон-Вандом (1428—1478)
- Франсуа де Бурбон-Вандом (1470—1495)
- Карл IV де Бурбон (1489—1537)
- Антуан де Бурбон (1518—1562)
- Генрих IV (1553—1610)
- Людовик XIII (1601—1643)
- Филипп I Орлеанский (1640—1701)
- Филипп II Орлеанский (1674—1723)
- Людовик де Бурбон, герцог Орлеанский (1703—1752)
- Луи-Филипп I, герцог Орлеанский (1725—1785)
- Луи Филипп II, герцог Орлеанский (Филипп Эгалите) (1747—1793)
- Луи-Филипп I, король Франции (1773—1850)
- Фердинанд Филипп, герцог Орлеанский (1810—1842)
- Роберт Орлеанский, герцог Шартрский (1840—1910)
- Жан Орлеанский, герцог де Гиз (1874—1940)
- Генрих, граф Парижский (1908—1999)
- Генрих Орлеанский, граф Парижский (1933—2019).